# Thamine Tadama-Groeneveld
Thamina Henriëtte Bartholda Jacoba (Thamine) Tadama-Groeneveld (Utrecht, 15 oktober 1871 - Zandvoort, 3 april 1938) was een Nederlands kunstschilderes. Ze maakte vooral strand- en zeegezichten en werkte in een impressionistische stijl.

## Leven en werk
Thamine Groeneveld was een leerlinge van onder anderen Carel Lodewijk Dake en Willem van Konijnenburg. Ze huwde in 1895 met de schilder Fokko Tadama. Aanvankelijk schilderde ze bloemstillevens, later vooral strand- en zeegezichten, in olie- zowel als waterverf. Vaak portretteerde ze vissersvrouwen. Ook maakte ze een aantal landschappen.
Tadama-Groeneveld werkte in Heelsum, Bloemendaal, Katwijk aan Zee, Egmond aan Zee en Veenendaal. In Egmond maakte ze rond de eeuwwisseling deel uit van de Egmondse School van George Hitchcock. Ze werkte voornamelijk in impressionistische stijl, maar maakte ook een aantal meer realistisch aandoende schilderijen.
Tadama-Groeneveld exposeerde te Amsterdam, Den Haag en Arnhem (waar ze in 1912 een zilveren medaille won). Ze was lid van kunstenaarsvereniging Arti et Amicitiae te Amsterdam. In 1938 overleed ze, 66 jaar oud. Haar werk is in bezit van het Katwijks Museum en nationale en internationale collecties van instellingen, bedrijven en particulieren.

## Galerij

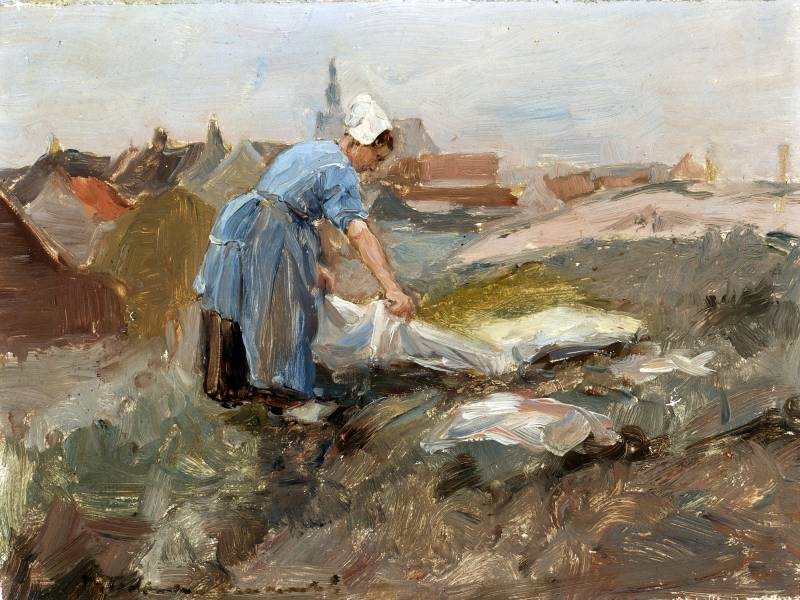
Katwijkse vissersvrouw op een bleekveldje
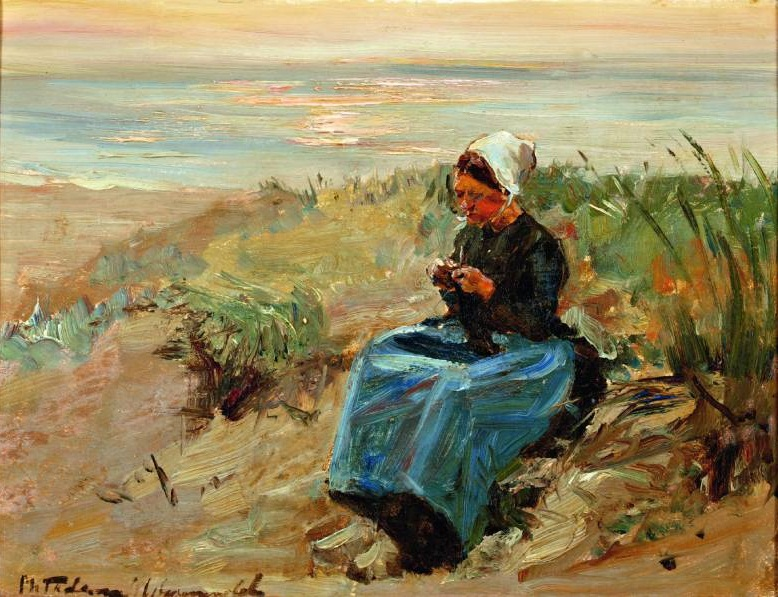
Vissersvrouw in het duin tegen zonsondergang
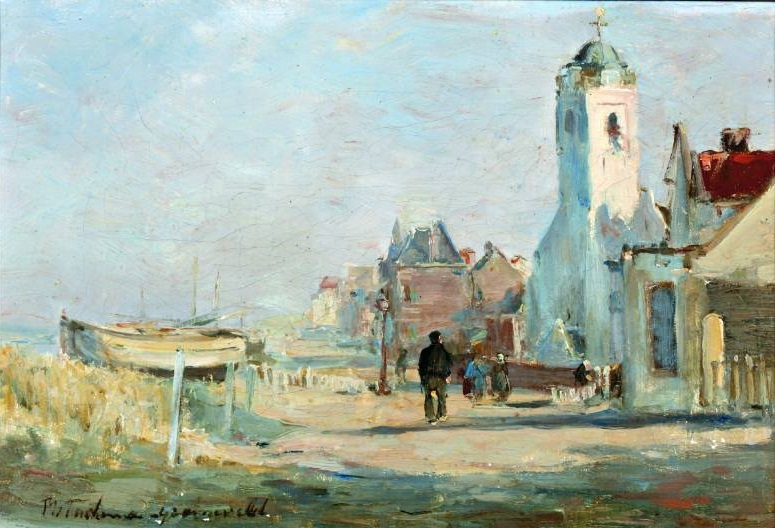
Katwijk met de Oude Kerk aan zee
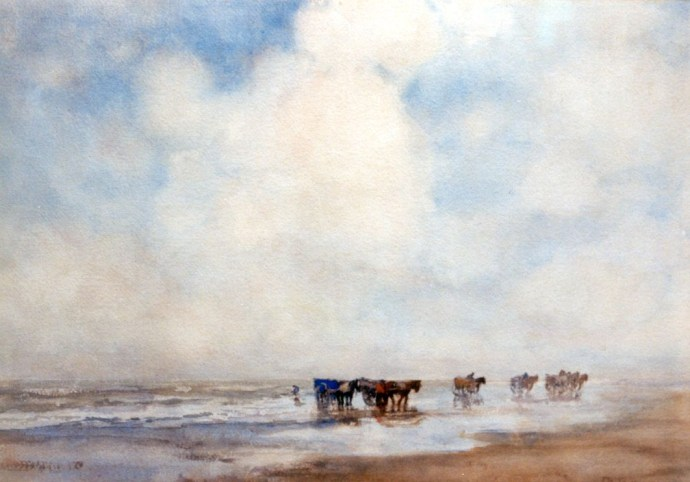
Schelpenvissers langs de waterlijn